# Hafnarfjall (berg i Island, Västlandet)
Hafnarfjall är ett berg i republiken Island. Det ligger i regionen Västlandet, 40 km norr om huvudstaden Reykjavík. Toppen på Hafnarfjall är 842 meter över havet.
Trakten runt Hafnarfjall är nära nog obefolkad, med mindre än två invånare per kvadratkilometer. Närmaste större samhälle är Borgarnes, nära Hafnarfjall. Trakten runt Hafnarfjall består i huvudsak av gräsmarker.